# جسر خشتي (نياكو)
جسر خشتي (بالفارسية: پل خشتی) هو جسر تاريخي يعود إلى عصر القاجاريون، ويقع في نياكو.